# توني رودي
توني رودي (بالإنجليزية: Tony Rudy)‏ هو عضو مجموعة ضغط أمريكي، ولد في 3 مايو 1966.